# Riau (província)
Riau é uma província da Indonésia, localizada no centro da ilha de Sumatra, ao lado do Estreito de Malaca. A capital da província é Pekanbaru. Outras cidades grandes são Dumai e Bengkalis.
Riau é rica em recursos naturais, principalmente petróleo, gás natural e borracha. A maior parte da província é coberta pela floresta tropical.
Devido ao aumento do nível do mar, a região da costa está perdendo área para a água do oceano.
O Arquipélago de Riau era parte de Riau até 2004, quando o governo resolveu criar uma província separada, chamada Ilhas Riau.